# Polska na zawodach Pucharu Europy w Lekkoatletyce 1967
Polska na zawodach Pucharu Europy w Lekkoatletyce 1967 – wyniki reprezentacji Polski w 2. edycji Pucharu Europy w 1967.

## Półfinały

### Mężczyźni
Półfinał z udziałem Polaków odbył się w dniach 22–23 lipca 1967 w Ostrawie. Reprezentacja Polski zajęła 1. miejsce wśród sześciu drużyn, dające awans do finału.
- 100 m: Wiesław Maniak – 3 m. (10,6)
- 200 m: Jan Werner – 2 m. (21,0)
- 400 m: Andrzej Badeński – 2 m. (46,3)
- 800 m: Henryk Szordykowski – 3 m. (1:48,9)
- 1500 m: Witold Baran – 4 m. (3:48,3)
- 5000 m: Henryk Piotrowski – 4 m. (14:51,6)
- 10000 m: Edward Stawiarz – 1 m. (30:29,6)
- 110 m ppł: Adam Kołodziejczyk – 3 m. (14,3)
- 400 m ppł: Wilhelm Weistand – 2 m. (50,8 – rekord Polski)
- 3000 m z przeszkodami: Wolfgang Luers – 3 m. (8:57,0)
- skok wzwyż: Stefan Szwarczewski – 4 m. (2,05)
- skok o tyczce: Bogdan Markowski – 3 m. (4,70)
- skok w dal: Andrzej Stalmach – 1 m. (7,85)
- trójskok: Jan Jaskólski – 1 m. (16,68)
- pchnięcie kulą: Władysław Komar – 1 m. (18,48)
- rzut dyskiem: Edmund Piątkowski – 3 m. (60,12)
- rzut młotem: Zdzisław Smoliński – 1 m. (61,38)
- rzut oszczepem: Janusz Sidło – 1 m. (78,72)
- sztafeta 4 × 100 m: Adam Kaczor, Jan Werner, Zenon Nowosz, Wiesław Maniak – 3 m. (39,6)
- sztafeta 4 × 400 m: Jan Balachowski, Edmund Borowski, Jan Werner, Andrzej Badeński – 1 m. (3:04,2 – rekord Polski)

### Kobiety
Półfinał z udziałem Polek odbył się w dniu 16 lipca 1967 w Wuppertal. Reprezentacja Polski zajęła 1. miejsce wśród sześciu drużyn, dające awans do finału.
- 100 m: Irena Kirszensztein – 1 m. (11,4)
- 200 m: Ewa Kłobukowska – 1 m. (23,5)
- 400 m: Czesława Nowak – 3 m. (55,1)
- 800 m: Danuta Sobieska – 2 m. (2:06,5)
- 80 m ppł: Teresa Nowak – 2 m. (11,0)
- skok wzwyż: Maria Zielińska – 3 m. (1,64)
- skok w dal: Irena Kirszensztein – 1 m. (6,37)
- pchnięcie kulą: Bolesława Hodt – 4 m. (13,91)
- rzut dyskiem: Zyta Mojek – 3 m. (49,91)
- rzut oszczepem: Daniela Tarkowska – 1 m. (53,73)
- sztafeta 4 × 100 m: Urszula Styranka, Irena Kirszensztein, Mirosława Sałacińska, Ewa Kłobukowska – 1 m. (44,8)

## Finały

### Mężczyźni
Finały zawodów odbyły się w dniach 16–17 września 1967 w Kijowie. Reprezentacja Polski zajęła 4. miejsce wśród sześciu zespołów, zdobywając 68 punktów.
- 100 m: Wiesław Maniak – 4 m. (10,5)
- 200 m: Jan Werner – 2 m. (20,9)
- 400 m: Andrzej Badeński – 3 m. (46,8)
- 800 m: Eryk Żelazny – 5 m. (1:48,5)
- 1500 m: Henryk Szordykowski – 6 m. (3:44,1)
- 5000 m: Edward Stawiarz – 4 m. (15:30,0)
- 10000 m: Mieczysław Korzec – 5 m. (29:52,0)
- 110 m ppł: Adam Kołodziejczyk – 2 m. (14,2)
- 400 m ppł: Wilhelm Weistand – 2 m. (50,5 – rekord Polski)
- 3000 m z przeszkodami: Wolfgang Luers – 5 m. (8:50,0)
- skok wzwyż: Edward Czernik – 5 m. (2,05)
- skok o tyczce: Waldemar Węcek – 4 m. (4,70)
- skok w dal: Andrzej Stalmach – 2 m. (7,88)
- trójskok: Józef Szmidt – 3 m. (16,29)
- pchnięcie kulą: Władysław Komar – 5 m. (18,54)
- rzut dyskiem: Edmund Piątkowski – 1 m. (59,10)
- rzut młotem: Zdzisław Smoliński – 4 m. (64,72)
- rzut oszczepem: Władysław Nikiciuk – 4 m. (78,40)
- sztafeta 4 × 100 m: Adam Kaczor, Edward Romanowski, Tadeusz Jaworski, Wiesław Maniak – 5 m. (40,4)
- sztafeta 4 × 400 m: Stanisław Grędziński, Edmund Borowski, Jan Werner, Andrzej Badeński – 1 m. (3:04,4)

### Kobiety
Finał odbył się w dniu 15 września 1967 w Kijowie. Reprezentacja Polski zajęła 4. miejsce, wśród sześciu zespołów, zdobywając 35 punktów. Do startu nie dopuszczono Ewy Kłobukowskiej, zdyskwalifikowanej z uwagi na stwierdzony zestaw chromosomów XXY, który, jak sądzono wówczas, wykluczał zawodniczkę ze startu w zawodach żeńskich.
- 100 m: Irena Kirszensztein – 1 m. (11,3)
- 200 m: Irena Kirszensztein – 1 m. (23,0)
- 400 m: Czesława Nowak – 4 m. (54,8 – rekord Polski)
- 800 m: Danuta Sobieska – 2 m. (2:07,0)
- 80 m ppł: Teresa Sukniewicz – 5 m. (11,1)
- skok wzwyż: Maria Zielińska – 5 m. (1,64)
- skok w dal: Lucyna Koczwara – 6 m. (5,37)
- pchnięcie kulą: Eugenia Ciarkowska – 6 m. (14,09)
- rzut dyskiem: Jadwiga Wojtczak – 5 m. (50,48)
- rzut oszczepem: Daniela Tarkowska – 1 m. (56,88)
- sztafeta 4 × 100 m: Teresa Sukniewicz, Urszula Styranka, Lucyna Koczwara, Irena Kirszensztein – 6 m. (46,2)